# Ichneumon pulvinatus
Ichneumon pulvinatus là một loài tò vò trong họ Ichneumonidae.